# Sanción económica

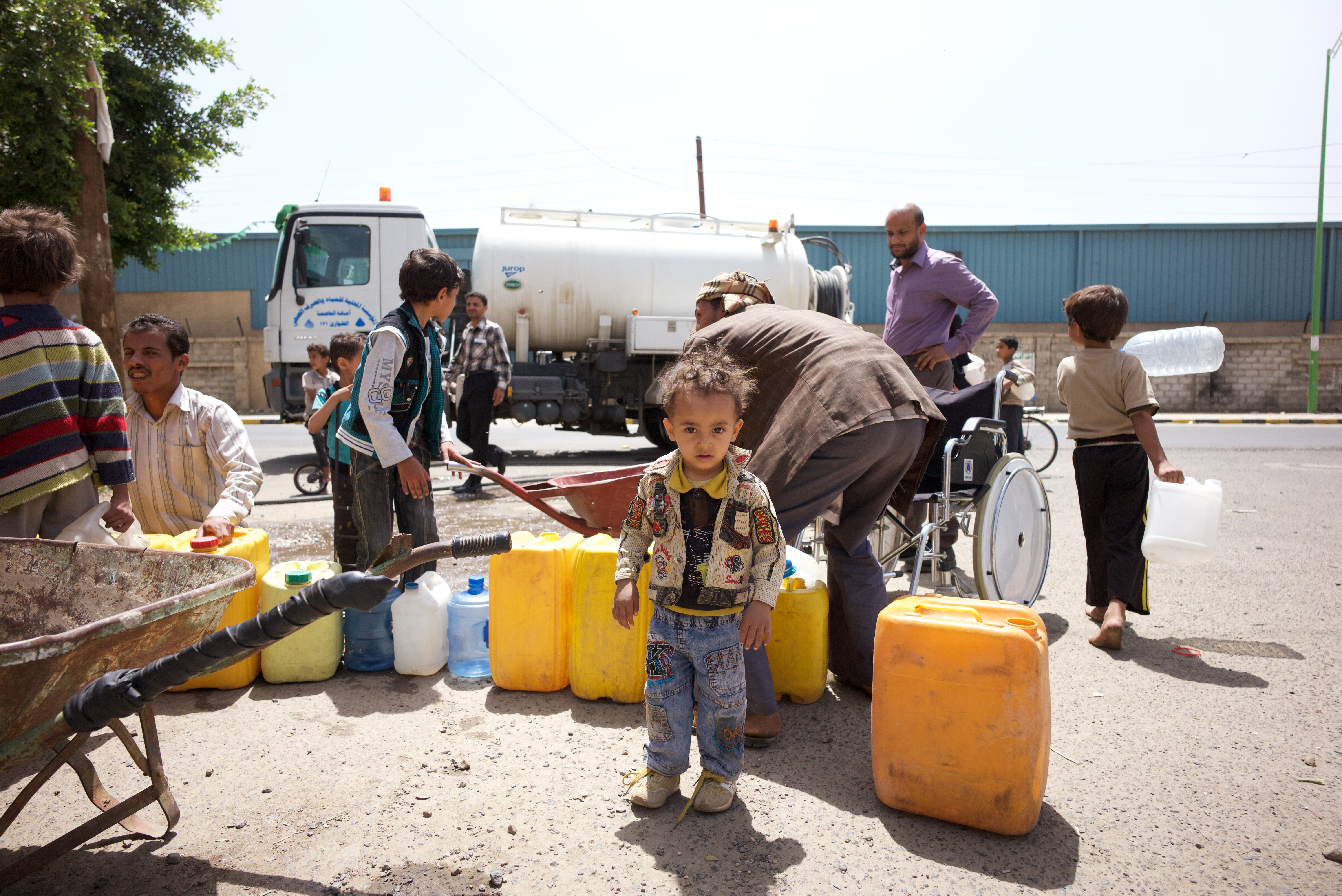
Consecuencias de la sanción económica, en las zonas más vulnerables de Saná.

Una sanción económica es una penalización comercial y financiera aplicada por uno o más países contra un Estado, grupo o persona. Las sanciones económicas pueden incluir varias formas de barreras comerciales, aranceles y restricciones a las transacciones financieras. Un embargo es similar, pero por lo general implica una sanción más severa. Las sanciones económicas no se imponen necesariamente debido a las circunstancias económicas; también pueden ser impuestas por una variedad de asuntos políticos, militares y sociales. Pueden utilizarse para lograr objetivos nacionales e internacionales.
Un embargo, en esta acepción, es la prohibición parcial o completa del comercio y las transacciones con un país en particular o un grupo de países. El embargo es una severa medida diplomática impuesta en un esfuerzo, por el país imponente, para obtener un determinado resultado de interés nacional del país al que se imponen. Los embargos son generalmente considerados barreras legales al comercio, que no deben confundirse con los bloqueos, que a menudo se consideran actos de guerra.
Los embargos pueden significar: limitar o prohibir la exportación o la importación, crear cuotas de cantidad, imponer peajes especiales, impuestos, prohibir el flete o los vehículos de transporte, congelar o confiscar fletes, activos, cuentas bancarias, limitar el transporte de determinadas tecnologías o productos (alta tecnología), por ejemplo, el CoCom durante la guerra fría.
En respuesta a los embargos, a menudo se desarrolla una economía independiente o autarquía. Por lo tanto, la eficacia de los embargos es proporcional al alcance y el grado de participación internacional de la economía de ese país.

## Fundamento político
Las sanciones económicas son utilizadas como una herramienta de política exterior por muchos gobiernos. Suelen ser impuestas por un país más grande a un país más pequeño por una de dos razones: o bien este último es una amenaza para la seguridad de la primera nación o bien ese país trata injustamente a sus ciudadanos. Pueden utilizarse como medida coercitiva para lograr determinados objetivos de política relacionados con el comercio o violaciones humanitarias. Las sanciones económicas se utilizan como arma alternativa en lugar de la guerra para lograr los resultados deseados.
Algunos analistas de política creen que imponer restricciones comerciales sólo sirve para dañar a la gente común.

### Efectividad
Según datos de Hufbauer et al., el cambio de régimen es el objetivo más frecuente de la política exterior de las sanciones económicas, representando algo más del 39 % de los casos de imposición de las mismas.
Los investigadores debaten la eficacia de las sanciones económicas en cuanto a su capacidad para lograr su objetivo declarado. Hufbauer et al. afirmaron que en sus estudios el 34 % de los casos tuvieron éxito. Cuando Robert A. Pape examinó su estudio, afirmó que sólo cinco de los cuarenta llamados "éxitos" se mantuvieron, bajando la tasa de éxito de las sanciones económicas al 4 %. El éxito de las sanciones como forma de medir su eficacia también ha sido objeto de un amplio debate entre los estudiosos de las sanciones económicas. El éxito de una única resolución de sanciones no conduce automáticamente a la eficacia, a menos que se identifique claramente y se alcance el objetivo declarado del régimen de sanciones.
La imposición de sanciones a un oponente también afecta en cierta medida a la economía del país imponente. Si se promulgan restricciones a la importación, los consumidores en el país imponente pueden tener opciones restringidas de bienes. Si se imponen restricciones a la exportación o si las sanciones prohíben a las empresas del país imponente comerciar con el país objetivo, el país imponente puede perder mercados y oportunidades de inversión en favor de países competidores.
Jeremy Greenstock sugiere que la razón por la que las sanciones son populares no es el que sean efectivas, sino "que no hay nada más entre las palabras y la acción militar si se quiere presionar a un gobierno".